# Lena Valaitis
Lena Valaitis (Klaipėda, 7 de setembro de 1943) é uma cantora lituano-alemã. Valaitis teve o seu maior sucesso nas décadas durante as décadas de 1970 e de 1980, tendo participado por três vezes na seleção da canção alemã para o Festival Eurovisão da Canção

## Vida pessoal
Valaitis nasceu em Memel, que em 1943 fazia parte do território de Memel na Prússia Oriental, na então Alemanha, atual Lituânia. O seu pai , um soldado da Wehrmacht, morreu durante a Segunda Guerra Mundial. No final da guerra, Lena, a sua mãe e o seu irmão chegaram como refugiados à então Alemanha Ocidental, onde estudou em várias escolas, mais tarde recebeu lições privadas de canto em Frankfurt. Valaitis tem um filho chamado Marco (nascido em 1973), do seu primeiro casamento. Em 1979 casou-se com o ator Horst Jüssen, de quem teve o seu segundo filho, Don David (nascido em 1983). Valaitis vive na atualidade em Munique, Baviera.

## Carreira
Valaitis começou a sua carreira musical unindo-se à banda Frederik Brothers. Firmou um contrato de gravação com Philips em 1970 e lançou o eu primeiro single , "Halt das Glück für uns fest" a 13 de junho de 1970. Fez a sua primeira aparição televisiva no mesmo ano, surgindo no ZDF-Drehscheibe, um programa musical da ZDF. Valaitis obteve o seu primeiro êxito em 1971 com "Ob es so oder so, oder anders kommt". Graças à produção de Jack White, teve êxitos com "So wie ein Regenbogen", "Bonjour mon amour" e "Wer gibt mir den Himmel zurück".
Em 1976, Valaitis alcançou o top 20 da lista de singles alemães pela primeira vez com 1 "Da kommt José der Straßenmusikant" e "Ein schöner Tag", uma versão alemã de Amazing Grace". Cantou "Du machst karriere" na final nacional do Festival Eurovisão da Canção de 1976, alcançando o sétimo lugar. Também cantou a chanson da película Der Mädchenkrieg.
Valaitis é tal vez mais conhecida no resto da Europa pela sua interpretação dno Festival Eurovisão da Canção 1981 realizado em Dublin (Irlanda) que terminou no segundo lugar da competição, onde ela cantou Johnny Blue , tendo terminado em segundo lugar.
A sua última tentativa de participar no Festival Eurovisão da Canção, foi em 1992, quando concorreu com o tema "Wir sehen uns wieder",no espectáculo Ein Lied Für Malmö (Uma canção para Malmö), em que terminou em terceiro lugar. Em 1993 deixou o negócio do espectáculo, mas voltou a lançar novo material em 2000. Lançou "Ich lebe für den Augenblick" em 2001 e "Was kann ich denn dafür", um dueto com a cantora austríaca Hansi Hinterseer, em 2002. Valaitis gravo ou outro dueto com Hinterseer, "Muss i denn zum Städtele hinaus", no verão de 2006.

## Discografia

### Álbuns
- 1972 Die Welt der Stars und Hits
- 1974 Wer gibt mir den Himmel zurück
- 1975 Star für Millionen
- 1975 Da kommt Lena
- 1976 Meinen Freunden
- 1976 Komm wieder, wenn du frei bist
- 1977 ...denn so ist Lena
- 1978 Ich bin verliebt
- 1978 Stardiscothek
- 1979 Nimm es so, wie es kommt
- 1981 Johnny Blue - Meine schönsten Lieder
- 1982 Lena
- 1989 Weihnachten mit Lena Valaitis

### Singles
- 1970 "Halt das Glück für uns fest"
- 1970 "Und das Leben wird weitergehen"
- 1971 "Ob es so oder so oder anders kommt"
- 1971 "Alles was dein Herz beghert"
- 1971 "Die kleinen Sünden und die kleinen Freuden"
- 1972 "Und da steht es geschrieben"
- 1972 "Lächeln ist der Weisheit letzter Schluß"
- 1973 "So wie ein Regenbogen"
- 1973 "Die Welt wird nicht untergeh´n"
- 1973 "Ich freu' mich so auf morgen"
- 1974 "Bonjour mon amour"
- 1974 "Wer gibt mir den Himmel zurück"
- 1974 "Ich möchte die Gitarre sein"
- 1975 "Was der Wind erzählt"
- 1975 "Immer die schönen Träume"
- 1975 "Im Regen kann man keine Tränen sehen"
- 1976 "Da kommt José, der Straßenmusikant"
- 1976 "Ein schöner Tag" (Amazing Grace)
- 1976 "Komm wieder, wenn du frei bist"
- 1977 "Heinz, lass doch die Pauke stehn"
- 1977 "...denn so ist Jo"
- 1977 "Cheri je t´aime"
- 1978 "Ich spreche alle Sprachen dieser Welt"
- 1978 "Oh Cavallo"
- 1978 "Ich bin verliebt"
- 1979 "Auf der Strasse ohne Ziel"
- 1979 "Nimm es so wie es kommt"
- 1980 "Jamaika Reggae Man"
- 1981 "Johnny Blue" (versão alemã)
- 1981 "Johnny Blue " (versão inglesa)
- 1981 "Rio Bravo"
- 1982 "Highland oh Highland"
- 1982 "Gemeinsam mit Dir"
- 1982 "Gloria"
- 1983 "Worte wie Sterne"
- 1984 "So sind meine Träume"
- 1984 "Wenn der Regen auf uns fällt" dueto com Costa Cordalis)
- 1985 "Mein Schweigen war nur Spiel"
- 1986 "Männer sind ´ne verückte Erfindung"
- 1987 "Ich liebe dich"
- 1988 "Nastrowje Mr. Gorbatschow"
- 1992 "Wir sehn uns wieder"
- 1993 "Menschen mit Herz"
- 2001 "Ich lebe für den Augenblick"
- 2002 "Was kann ich denn dafür" (dueto comHansi Hinterseer)
- 2002 "Und wenn ich meine Augen schließ"
- 2003 "Still rinnt die Zeit"
- 2004 "Morgen soll die Hochzeit sein"
- 2005 "Komm lass uns tanzen (Arabische Nächte)"
- 2006 "Muss i denn zum Städtele hinaus" (dueto com Hansi Hinterseer)